# Lucas Lucio Venegas
Lucas Lucio Venegas Urbina (Malloa, Colchagua, siglo XIX-siglo XX) fue un periodista y exmilitar chileno, veterano de la Guerra del Pacífico.

## Biografía
Fue hermano del exdiputado Fortunato Venegas.
Participó en la Guerra del Pacífico como teniente del regimiento «Buin» 1.° de Línea. Sobre sus vivencias escribió el libro Sancho en la guerra, publicado en 1885.
En Colchagua editó numerosos periódicos, entre ellos La Evolución de Alcones.

## Obras
- Sancho en la guerra (1885)
- Chile para los chilenos (1889, como "Malloa")

- Datos: Q60324651